# Sanjia (sockenhuvudort i Kina, Zhejiang Sheng, lat 28,61, long 121,47)
Sanjia (kinesiska: 三甲, 三甲街道) är en sockenhuvudort i Kina. Den ligger i provinsen Zhejiang, i den östra delen av landet, omkring 220 kilometer sydost om provinshuvudstaden Hangzhou. Antalet invånare är 62 463. Befolkningen består av 29 682 kvinnor och 32 781 män. Barn under 15 år utgör 14,0 %, vuxna 15-64 år 75 %, och äldre över 65 år 10,0 %.
Närmaste större samhälle är Taizhou, 6,7 km nordväst om Sanjia. Trakten runt Sanjia består till största delen av jordbruksmark.
Genomsnittlig årsnederbörd är 2 085 millimeter. Den regnigaste månaden är augusti, med i genomsnitt 350 mm nederbörd, och den torraste är januari, med 67 mm nederbörd.